# Alessandro Longhi
Pour les articles homonymes, voir Longhi.
Alessandro ou Messio Falca dit Longhi, né en 1733 à Venise où il est mort le 9 novembre 1813, est un peintre italien et un graveur de l’école vénitienne.

## Biographie
Après avoir appris les premiers rudiments de son père, Pietro Longhi, il est l'élève de Giuseppe Nogari et se dirige tout d'abord vers des sujets religieux.
Vers 1755, il abandonne ce thème quand il s'affirme comme l'un des portraitistes les plus côtés de Venise. À vingt-six ans il devient membre de l'Académie des Beaux-Arts et peu après (1761-1777) il s'inscrit à la Fraglia des peintres vénitiens.

## Œuvre
Dans sa jeunesse il se consacre à un ouvrage de biographies des peintres vénitiens du XVIIIe siècle, les Vite e ritratti dei famosi Pittori Veneziani istorici piu rinomati del presente seculo..., publié en 1763 pour lesquels il exécuta une série de gravures des portraits des peintres mentionnés, précédés d'esquisses à l'huile en partie identifiables (Portrait de Piazzetta, Ca' Rezzonico, Venise et Portrait de Francesco Fontebasso galerie Sabauda, Turin). Son activité qui se poursuit très intensément jusqu'en 1797, peut aisément être reconstituée grâce à des œuvres signées et datées.
La relation avec l'œuvre de Nogari ainsi que l'influence de Rosalba Carriera et de Fra Galgario, sensible dans ses premiers portraits, est moins évidente dans ses œuvres plus tardives comme le Portrait de Chagi Abdurahman Agà (collection Orsi, Milan) daté de 1764 où sa personnalité s'affirme de façon indépendante.
À signaler cinq pièces importantes : la Philosophie pythagoricienne ; un More battant du tambour ; un Charlatan ; un Gondolier dansant avec une dame ; et une Mascarade vénitienne.
- Portrait d'Almorò III Alvise Pisani et sa famille, 1750, huile sur toile, 255 × 340 cm, Gallerie dell'Accademia de Venise[3]
- Portrait de Giulio Contarini, 1758-1759, huile sur toile, 102,5 × 91 cm[4]
- Portrait du théoricien d'architecture Carlo Lodoli, 1761, huile sur toile, 201 × 96 cm, Gallerie dell'Accademia de Venise
- La Peinture et le mérite, vers 1761, huile sur toile, 130 × 96 cm, Gallerie dell'Accademia de Venise
- Portrait de femme à la fourrure, 1765-1775, huile sur toile, 80 × 60 cm, Musée de l'Histoire de la Chasse, Florence[5]
- Portrait d'une dame, vers 1770, huile sur toile, 100 × 80 cm, musée des Offices, Florence
- Portrait de Bartholomeo Ferracino, 1777, 120 × 87 cm, Ca' Rezzonico, Venise
- Portrait de Bartholomeo Ferracino, musée du Louvre[6]
- Portrait d'un prélat, 1776, huile sur toile, 94 × 78 cm, musée des Offices, Florence[7]
- Portrait de Jacopo Gradenigo, 1778-1781, huile sur toile, 233 × 137 cm, Museo Civico, Padoue
- Portrait de Giuseppe Chiribiri (Cherubini), 1779, huile sur toile, 83,5 × 65 cm, Venise, Ca’Rezzonico[8]
- Portrait de gentilhomme, années 1780, huile sur toile, 206 × 115 cm, Collection privée
- Portrait de Giovanni Maria Sasso, vers 1790, huile sur toile, 91 × 69 cm, musée Correr, Venise[9]

Dates non documentées
- Portrait de Giambattista Piazzetta, Ca' Rezzonico, Venise
- Portrait de Carlo Goldoni (huile sur toile, 125 × 105 cm, maison de Carlo Goldoni
- Portrait de l'amiral vénitien Alvise Foscari, huile sur toile, Ca' Rezzonico Venise[10]

Œuvres non documentées
- Ritratto di Domenico Cimarosa
- Ritratto di gentiluomo (huile sur toile, 65 × 34 cm.)
- Ritratto di Francesco Zugno (huile sur toile, Venise, collection particulière)
- Ritratto di un magistrato.

Portrait d'Almorò III Alvise Pisani et sa famille, 1750 Gallerie dell'Accademia de Venise
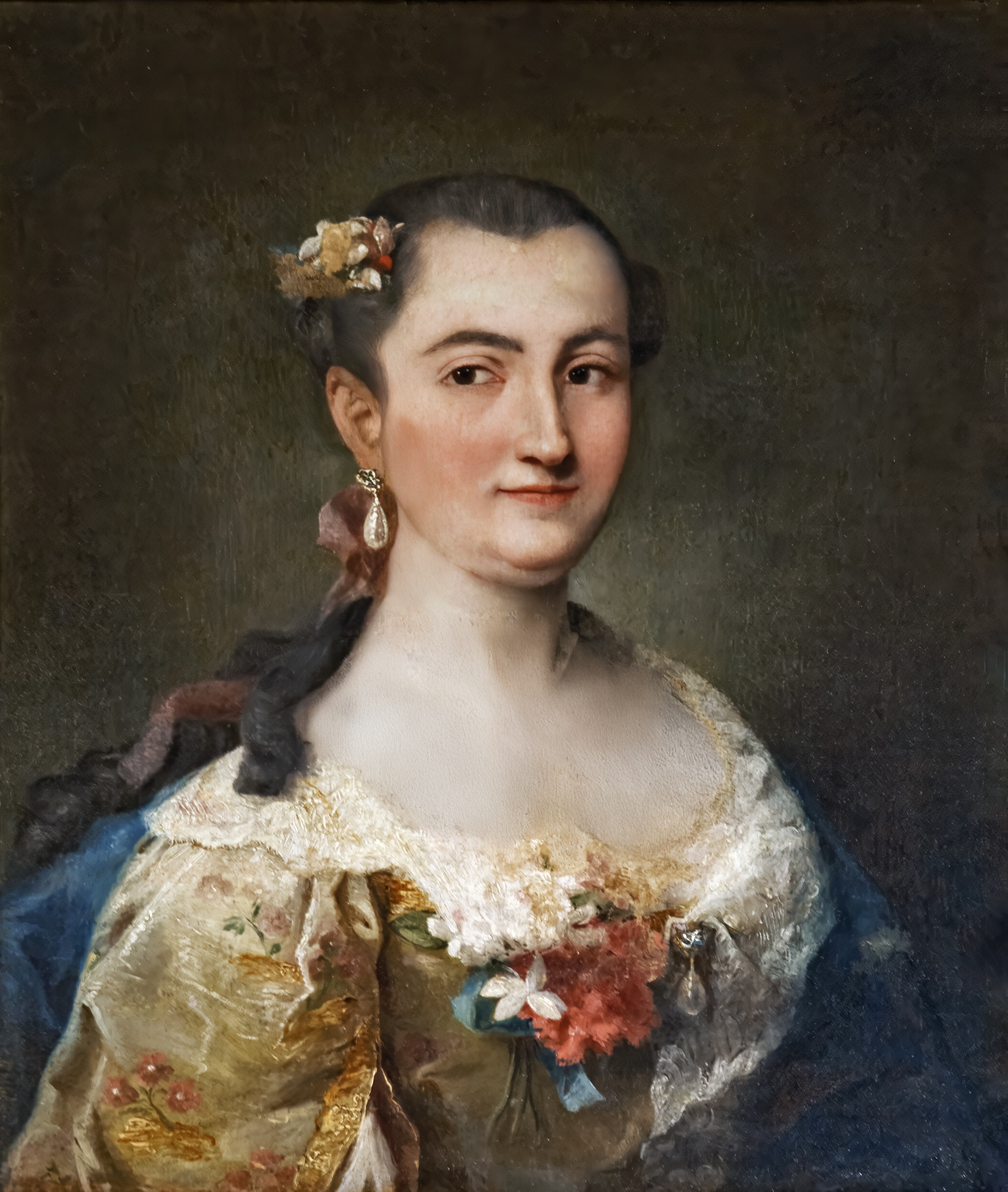
Ritratto di Caterina Contarini Querini, 1758 Pinacoteca Querini StampaliaVenise
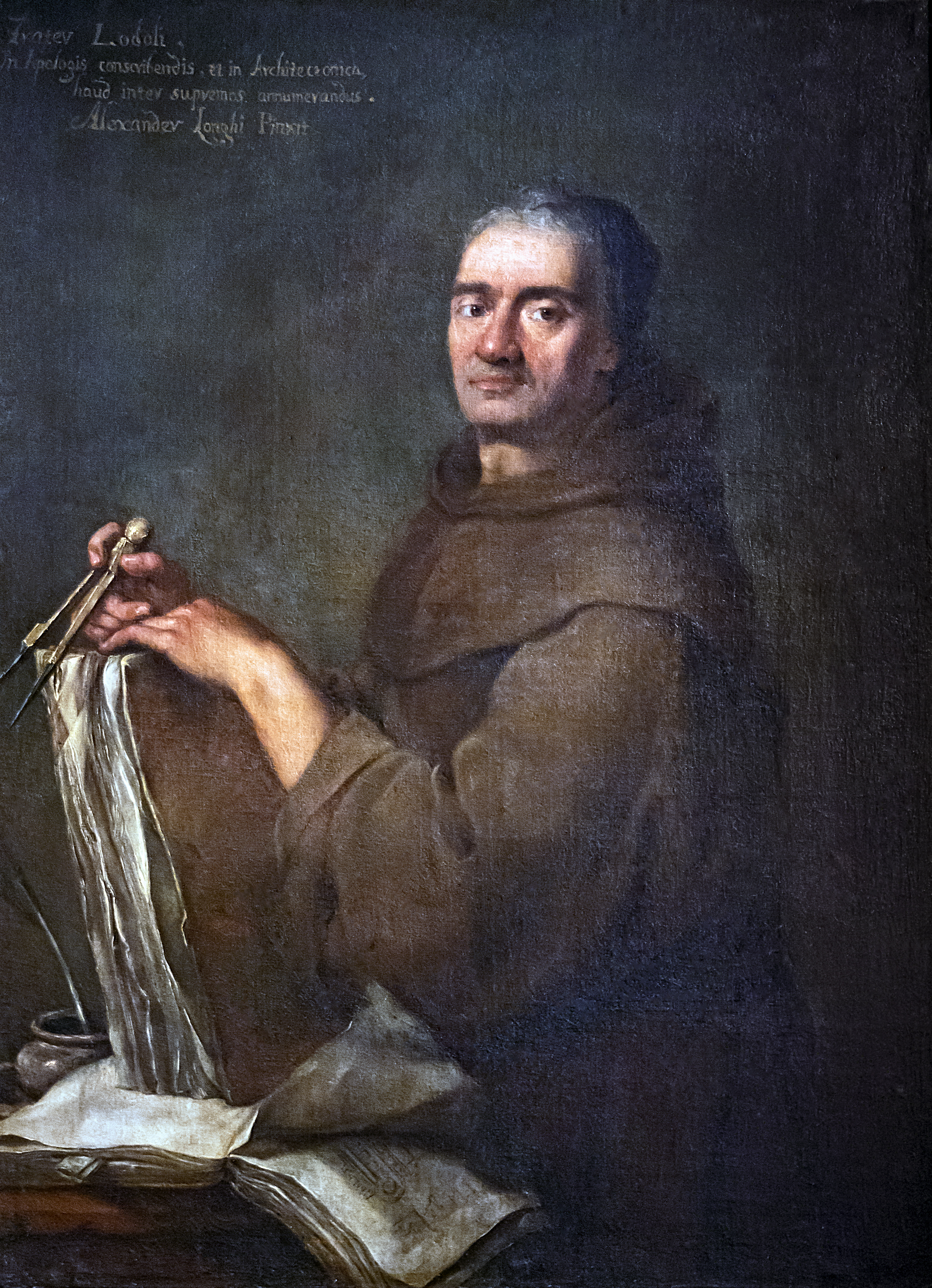
Carlo Lodoli, 1761 Gallerie dell'Accademia de Venise
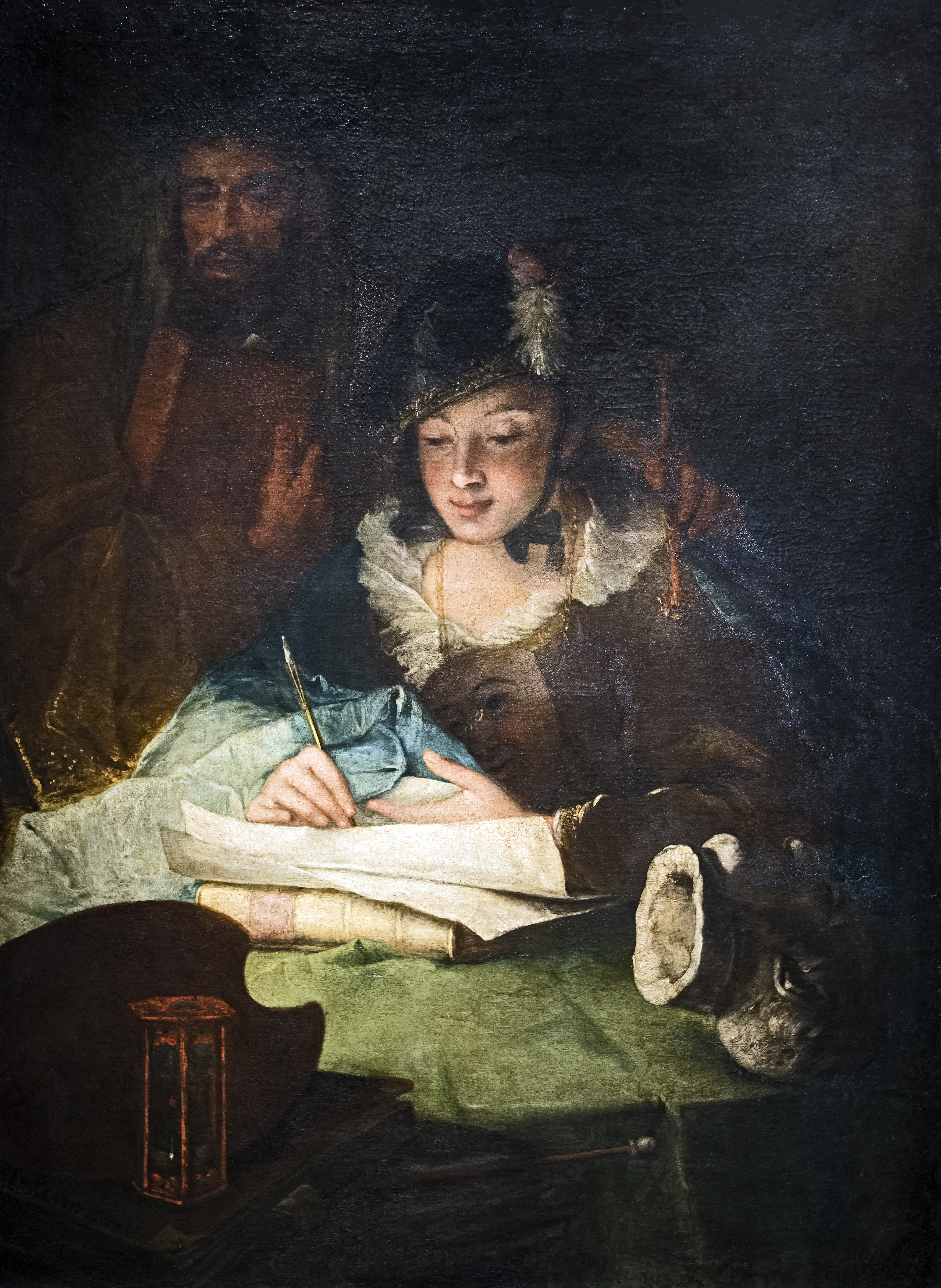
La Peinture et le mérite, vers 1761 Gallerie dell'Accademia de Venise
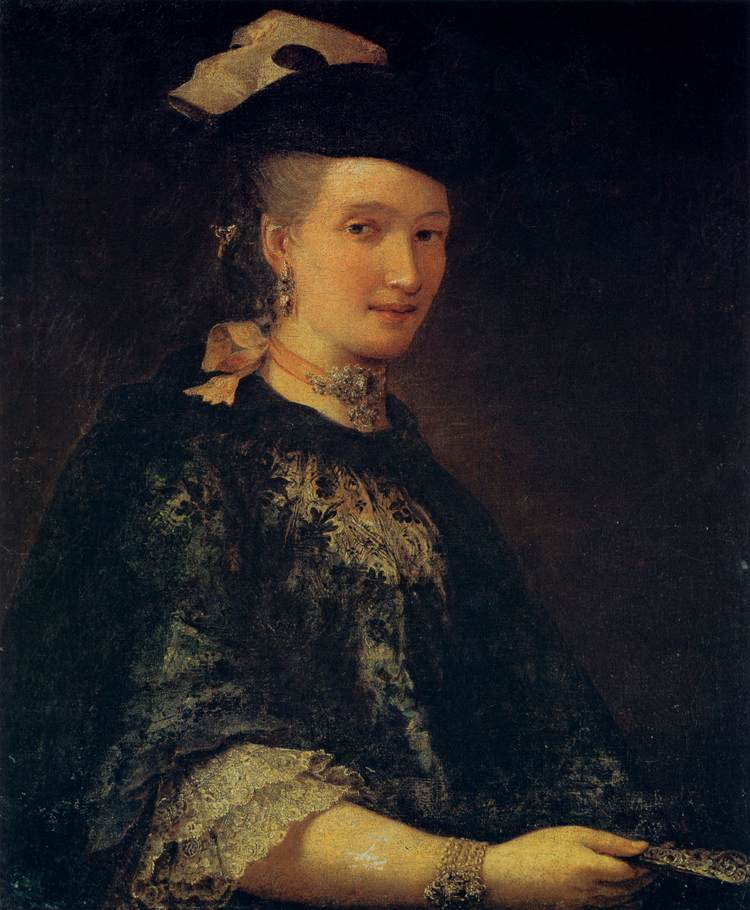
Portrait de dame, vers 1770 Musée des Offices
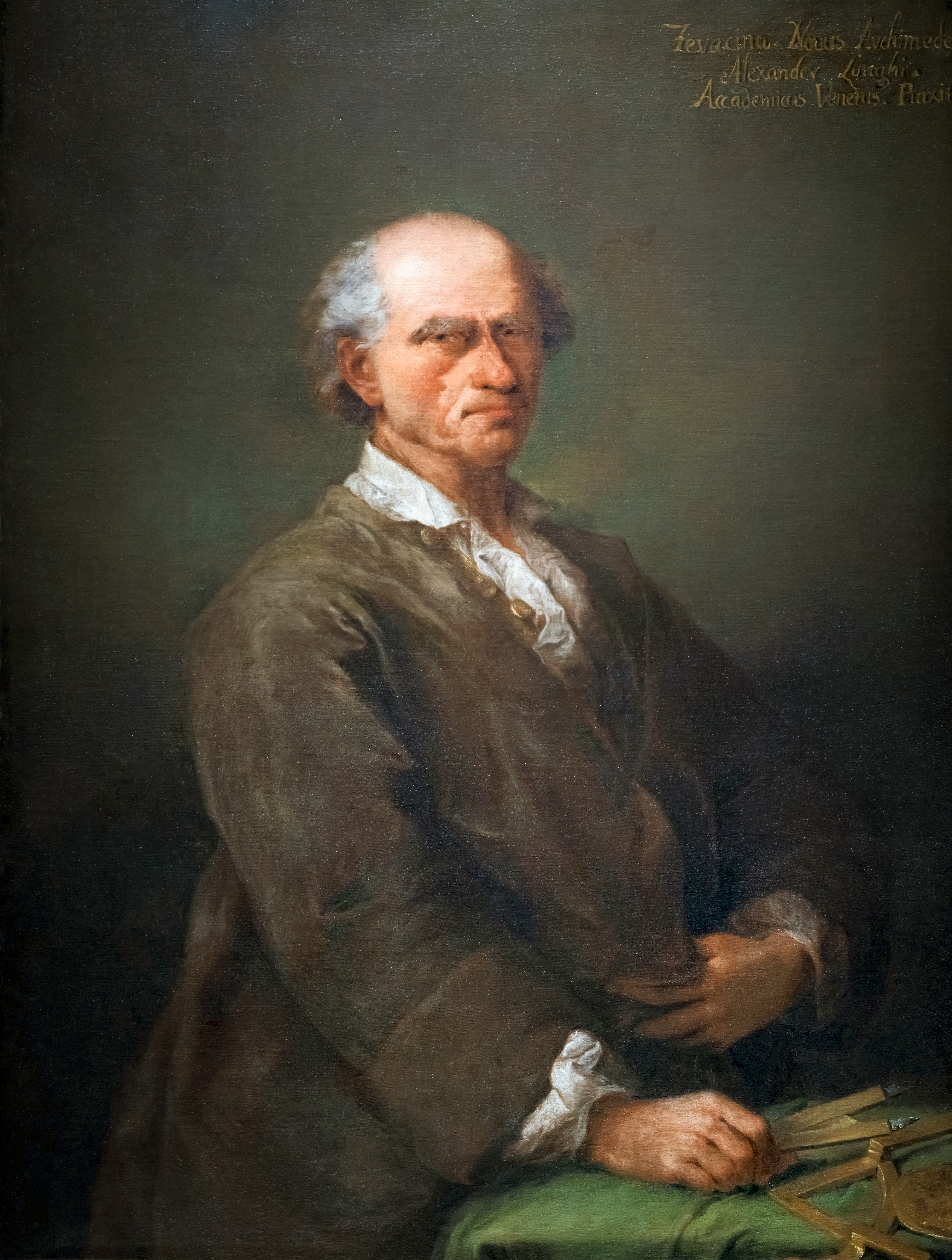
Bartolomeo Ferracina, 1777 Ca' Rezzonico, Venise
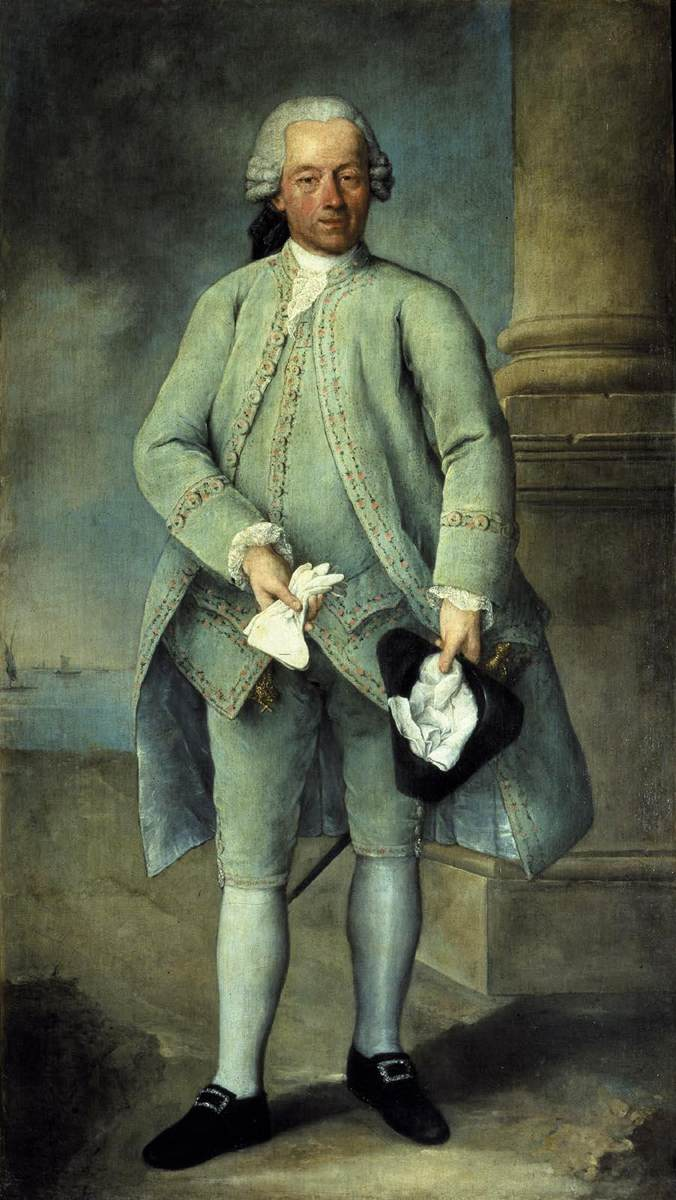
Gentilhomme, années 1780 Collection privée
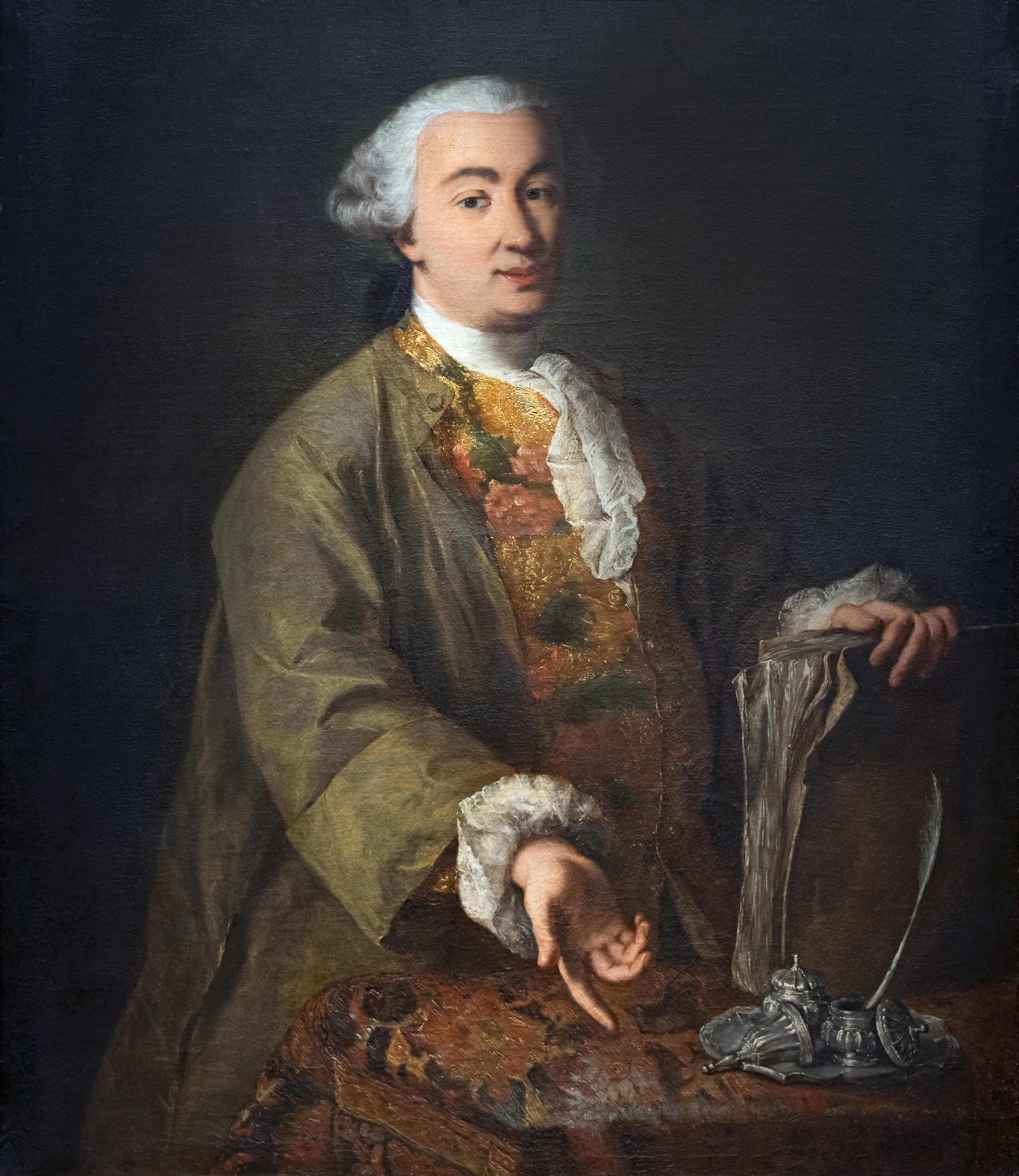
Carlo Goldoni Maison de Carlo Goldoni
Portrait de Domenico Pizzamano 1780 Museo Correr
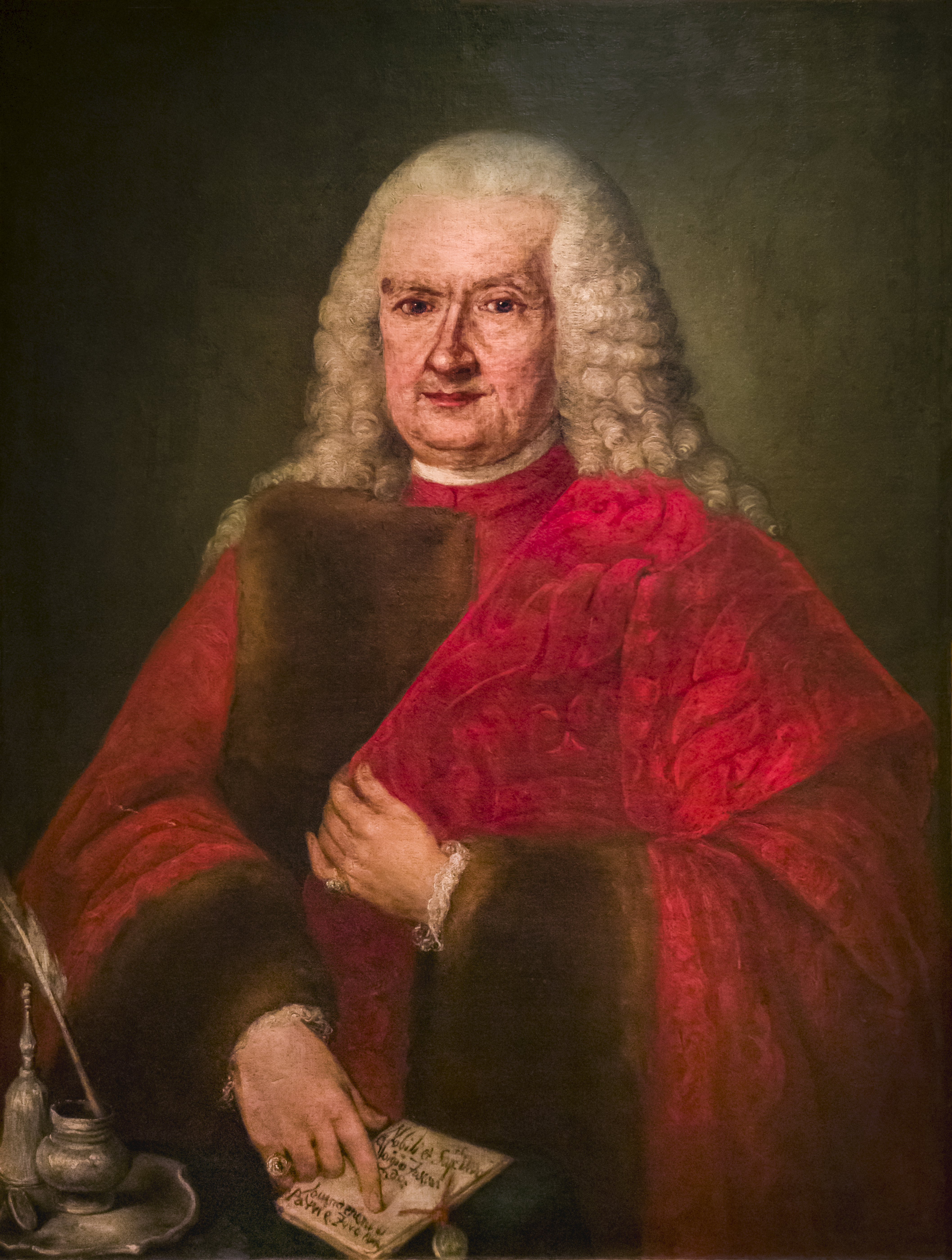
Alvise Foscari Ca' Rezzonico Venise
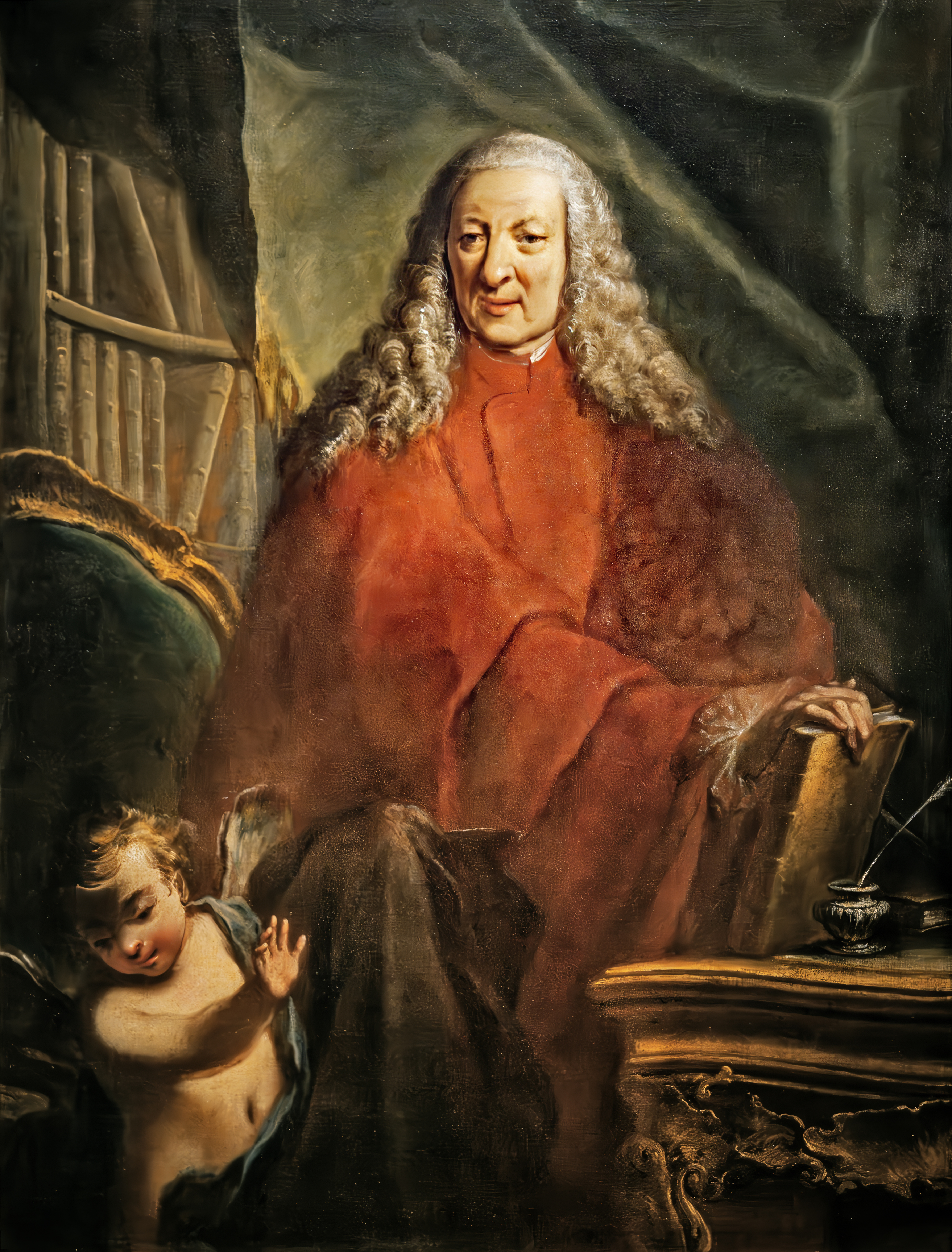
Ritratto di magistrato con puttino Pinacoteca Querini StampaliaVenise